# Unione Sportiva Itala San Marco 2007-2008
Questa pagina raccoglie le informazioni riguardanti l'Unione Sportiva Itala San Marco nelle competizioni ufficiali della stagione 2007-2008.

## Risultati

### Serie D

#### Poule scudetto
| 11 maggio 2008 Turno preliminare - 1 giornata | Como | 2 – 3 | Itala San Marco |  |

| 18 maggio 2008 Turno preliminare - 3 giornata | Itala San Marco | 1 – 1 | Alessandria |  |

| 25 maggio 2008 Semifinale - Andata | Itala San Marco | 1 – 2 | Fortitudo Cosenza |  |

| 1º giugno 2008 Semifinale - Ritorno | Fortitudo Cosenza | 2 – 0 | Itala San Marco |  |